# Kriken
Kriken är en sjö mellan Ede och Änge i Offerdals socken i Krokoms kommun i Jämtland och ingår i Indalsälvens huvudavrinningsområde. Sjön har en area på 0,733 kvadratkilometer och ligger 308,1 meter över havet. Sjön avvattnas av vattendraget Ytterån (Ålfloån). Sjön är belägen mellan Hällsjön och Näldsjön.

## Delavrinningsområde
Kriken ingår i det delavrinningsområde (703904-141068) som SMHI kallar för Utloppet av Neder-Kriken. Medelhöjden är 340 meter över havet och ytan är 5,56 kvadratkilometer. Räknas de 54 avrinningsområdena uppströms in blir den ackumulerade arean 532,44 kvadratkilometer. Ytterån (Ålfloån) som avvattnar avrinningsområdet har biflödesordning 2, vilket innebär att vattnet flödar genom totalt 2 vattendrag innan det når havet efter 283 kilometer. Avrinningsområdet består mestadels av skog (59 procent) och jordbruk (10 procent). Avrinningsområdet har 0,72 kvadratkilometer vattenytor vilket ger det en sjöprocent på 12,9 procent.